# Aliah Gavalez
Aliah Rose Gavalez (ur. 2003) – filipińska zapaśniczka walcząca w stylu wolnym. 
Zajęła dziewiąte miejsce na mistrzostwach Azji w 2024. Srebrna medalistka mistrzostw Azji Południowo-Wschodniej w 2025 roku.